# 仙女喷泉

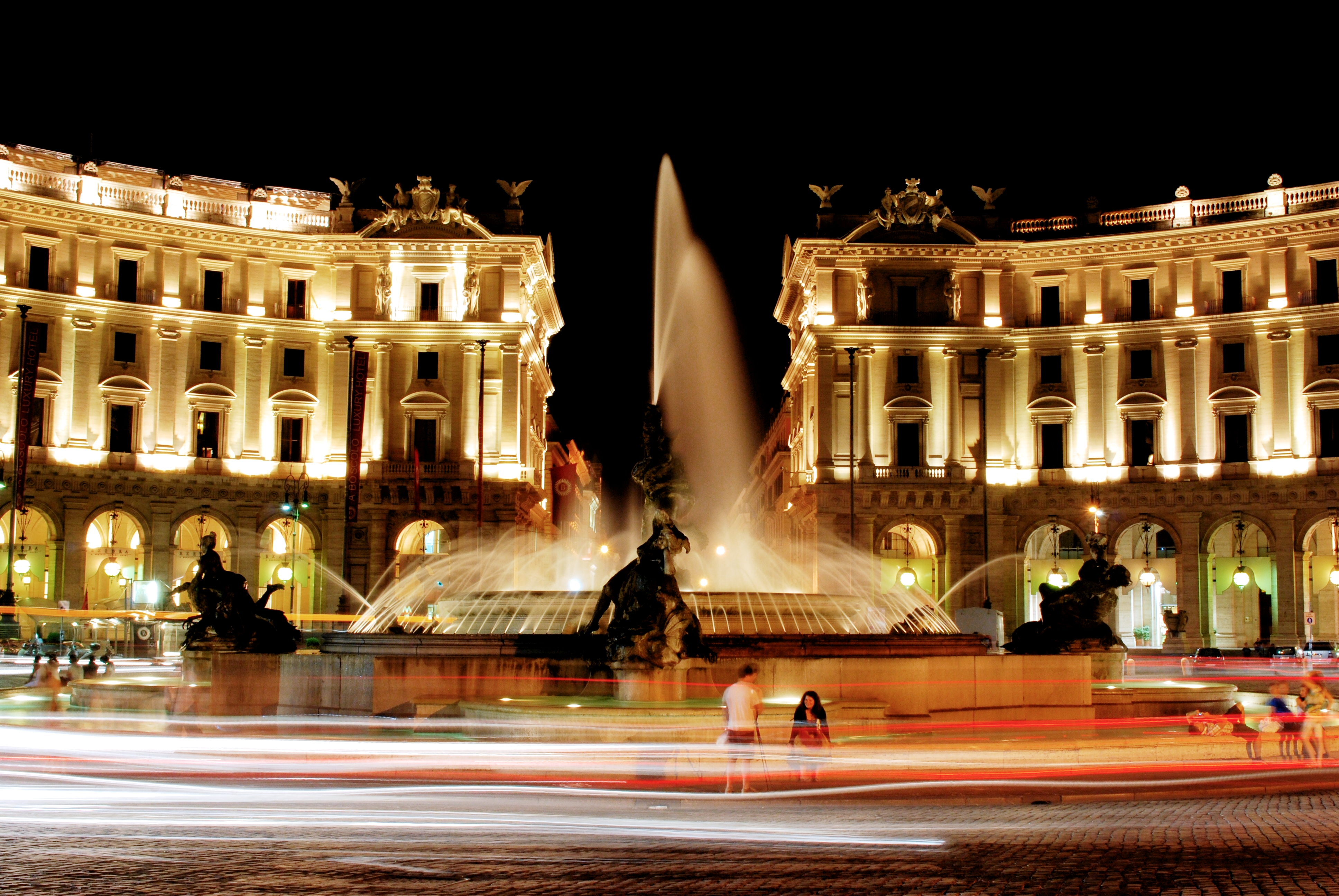
喷泉夜景

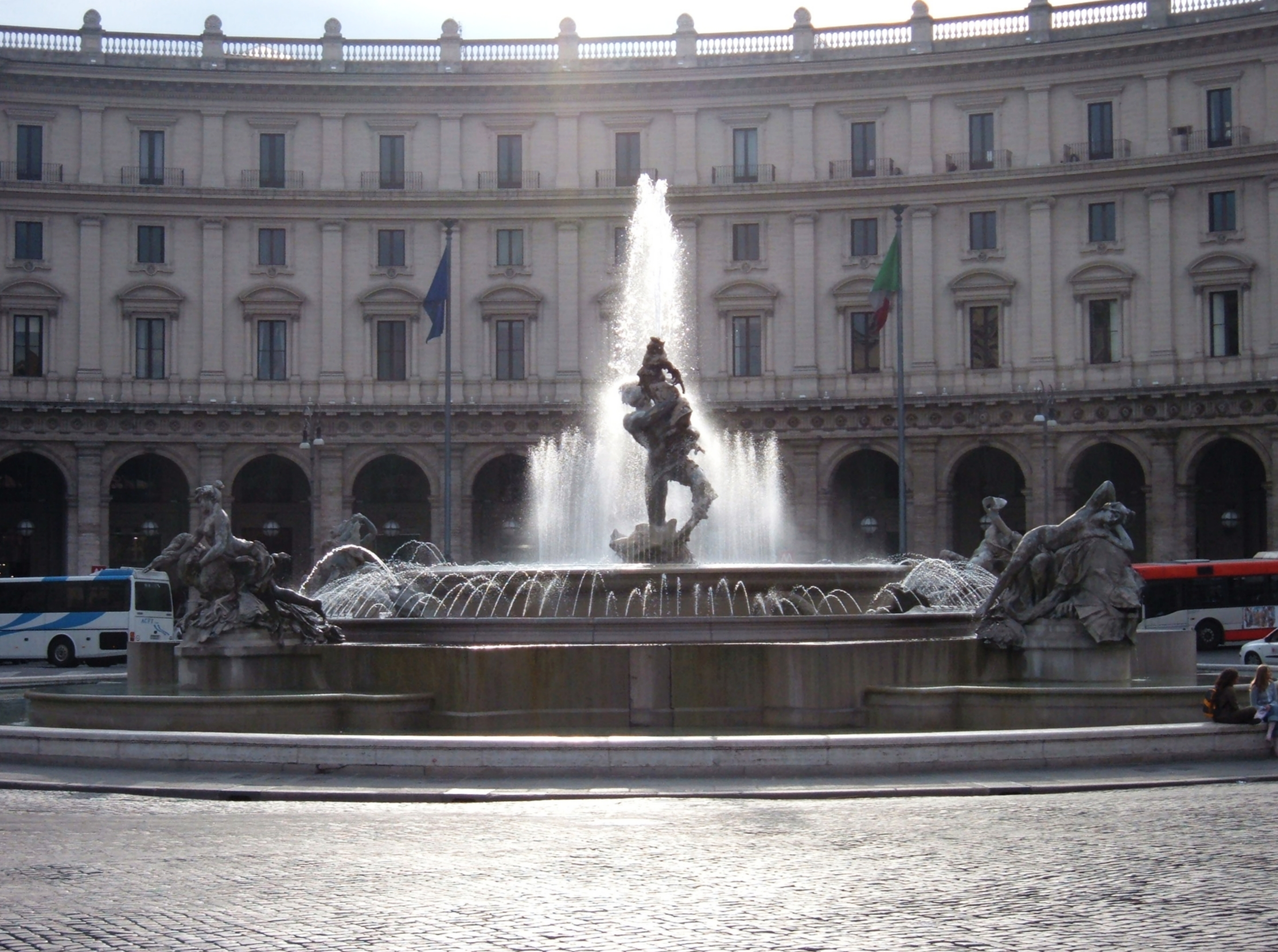
仙女喷泉

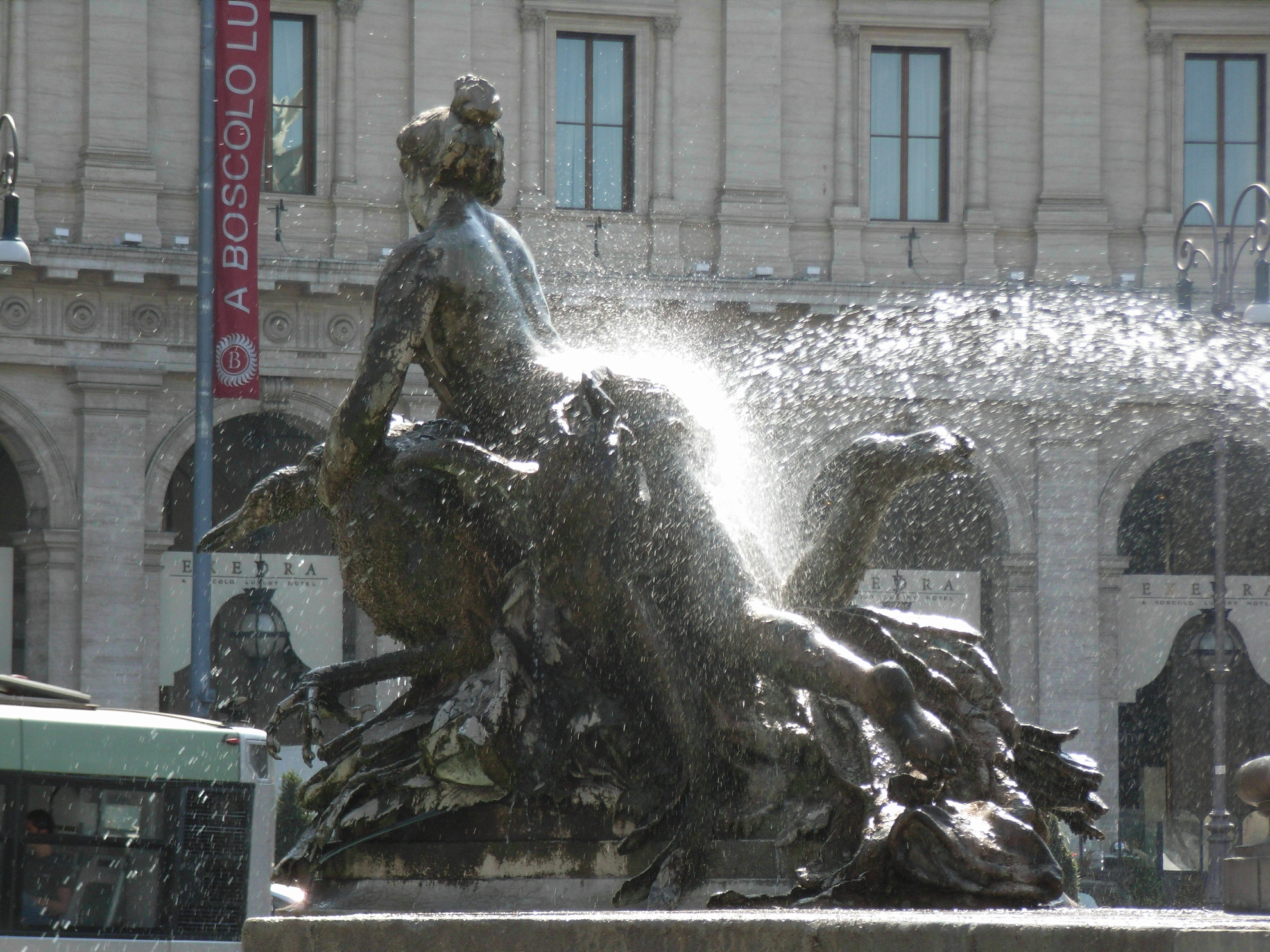
喷泉细部

41°54′9″N 12°29′46″E / 41.90250°N 12.49611°E
仙女喷泉（義大利語：Fontana delle Naiadi）是罗马的一个喷泉，位于共和国广场的中心。

## 历史
庇护九世在他任职的最后十年，下令重建6世纪被哥特人破坏的古罗马引水渠瑪西亞水道。这项工程结束于目前喷泉的所在地。1870年9月10日，教宗为其揭幕。10天之后